# 帶你到主場
《帶你到主場》（英語：Home Field Goal），前稱《帶你去主場》，是香港電視娛樂出品，並由喚夢製作Playroom Picture拍攝的旅遊節目，由馬志威、蘇宸褕（灰熊）及微辣旗下的姊妹葉佩男、葉思男主持。由2020年8月16日至10月18日，逢星期日20:00至20:30於ViuTV播出。節目由「FWD富衛保險」冠名贊助，每集都會帶觀眾去走訪各支英超及蘇超球會的主場。

## 每集內容
| 集數 | 播映日期 | 主題                              |
| 01   | 8月16日  | 「車路士」主場 - 史丹福橋球場     |
| 02   | 8月23日  | 「阿仙奴」主場 - 酋長球場         |
| 03   | 8月30日  | 「阿士東維拉」主場 - 維拉公園球場 |
| 04   | 9月6日   | 利物浦                            |
| 05   | 9月13日  | 「利物浦」主場 - 晏菲路球場       |
| 06   | 9月20日  | 「些路迪」主場 - 些路迪公園球場   |
| 07   | 9月27日  | 蘇格蘭                            |
| 08   | 10月4日  | 曼徹斯特                          |
| 09   | 10月11日 | 「曼聯」主場 - 奧脫福球場         |
| 10   | 10月18日 | 「曼聯」主場 - 奧脫福球場         |

## 爭議
在節目正式播出之後，被球迷於網上留言鬧爆節目內容貨不對辦，其後主持人葉佩男與葉思男解釋說於2020年三月和另外兩位主持馬志威及灰熊專程飛到英國拍攝節目，原本計劃是介紹各個英超球隊主場，可惜去到英國遇著當地疫情突變，英超比賽需要暫停，令計劃需要臨時變陣，改為介紹當地飲食打卡好去處，於是節目由球迷朝聖變成旅遊飲飲食食的節目，令他們無辜被一眾球迷鬧爆貨不對辦。

## 外部連結
- ViuTV：帶你到主場 （页面存档备份，存于）

## 電視節目的變遷
| 香港 ViuTV 星期日 20:00－20:30         | 香港 ViuTV 星期日 20:00－20:30               | 香港 ViuTV 星期日 20:00－20:30 |
| -------------------------------------- | -------------------------------------------- | ------------------------------ |
|                                        | 帶你到主場 （2020年8月16日－2020年10月18日） |                                |
| 初度遊 （2020年5月17日－2020年8月9日） | 駕到西澳 （2020年10月25日－2020年11月22日）  |                                |